# Moehringia hybrida
Moehringia hybrida là loài thực vật có hoa thuộc họ Cẩm chướng. Loài này được A.Kern. ex Mazzetti mô tả khoa học đầu tiên năm 1903.